# 佩德拉斯格兰迪斯
佩德拉斯格兰迪斯是巴西圣卡塔琳娜州的一个市镇。总面积172平方公里，总人口4817人，人口密度28人/平方公里。